# Monarhizam u Hrvatskoj
Monarhizam u Hrvatskoj, marginalna politička ideologija u Hrvatskoj, kao što je slučaj u većini republikanskih država, čiji pristalice njeguju uspomenu na hrvatsku monarhističku prošlost, tekovine i doprinose hrvatskog plemstva razvoju hrvatskog društva, kulture, umjetnosti i znanosti. Hrvatska je većinu svoje prošlosti imala monarhističko uređenje, ali je nakon Prvog svjetskog rata, s društvenim i političkim razvojem, među Hrvatima značajno opala podrška takvom društvenom uređenju.

## Povijesna pozadina
Poslije pada Austro-Ugarske monarhije, 1918. godine, Hrvatska se ujedinila s većinom ostalih Južnih Slavena u novu državu, Kraljevinu Srba, Hrvata i Slovenaca, koja je 1929. godine bila preimenovana u Kraljevinu Jugoslaviju. U toj novoj državnoj tvorevini Hrvati su izgubili svoju društveno-političku posebnost, budući da je Hrvatska prestala postojati kao političko-teritorijalna jedinica, bio je ukinut višestoljetni Hrvatski sabor i služba hrvatskog bana, a u novoj državi ukinuto je i plemstvo, koje je kod Hrvata bilo stoljećima nositelj društvenog, kulturnog i političkog razvoja.
U promijenjenim okolonostima koje su dovele Hrvate u opreku prema vladajućoj dinastiji Karađorđević, Hrvatska seljačka stranka pod vodstvom Stjepana Radića (1871. - 1928.) počela je među narodom promovirati republikanizam u suprotnosti prema jugoslavenskoj monarhiji. S vremenom se takav politički svejtonazor primio među hrvatskim građanima, te ni formalno proglašenje hrvatske kraljevine u Nezavisnoj Državi Hrvatskoj za vrijeme Drugog svjetskog rata pod vodstvom talijanskog kraljevića, vojovde od Aoste, koji je uzeo kraljevsko ime Tomislav II. (1941. - 1943.) nije spriječilo pad designiranog hrvatskog kralja, kao ni pad posljednjeg jugoslavenskog kralja Petra II. Karađorđevića pred nadiranjem snaga jugoslavenskih partizana koje su većinom bile vođene od strane komunističkih vođa.
Poslije Drugog svjetskog rata, Hrvatska se našla u drugoj, socijalističkoj Jugoslaviji u kojoj je 1945. godine bivša kraljevska dinastija bila zbačena s vlasti i proglašena republika. Sljedećih nešto manje od pola stoljeća života u komunističkoj republici stvorilo je dodatan diskontinuitet s prethodnom hrvatskom poviješću i ojačalo republikanizam u narodu. Uvođenjem višestrančkog političkog sustava u SR Hrvatsku i padom Jugoslavije te proglašenjem samostalne i suverene Republike Hrvatske 1991. godine, gotovo svi hrvatski političari i političke stranke zasnovale su svoje političke programe na republikanskom uređenju. Izuzetak među njima bila je Domovinska građanska stranka koja se zalagala za povratak monarhije, a bila je ukinuta 2007. godine.

## Monarhizam danas
U Hrvatskoj danas ne postoji nijedna politička stranka koja se u svom političkom programu zalaže za monarhijska načela. Registrirana je tek nekolicina udruga koje se bave očuvanjem i promicanjem hrvatske kulturne baštine, uključujući povijest hrvatskih kraljevina, kneževina i banovina te promicanjem doprinosa hrvatskog plemstva razvoju hrvatskog društva, kulture, i znanosti. Jedna od takvih udruga je Hrvatski plemićki zbor osnovana 1995. godine koja okuplja potomke bivših hrvatskih plemićkih obitelji, zatim Red hrvatske krune osnovan 2012. godine s ciljem promicanja domoljublja te hrvatskih kulturnih i etičkih vrijednosti, ali i promidžbe hrvatskog plemstva te Hrvatsko kraljevsko vijeće (HKRV) osnovano 2019. godine s ciljem promoviranja višestoljetne tradicije hrvatskih kraljevina, kneževina i banovina.
Među malobrojnim hrvatskim monarhistima, većina je za legitimizam te najveću podršku daje bivšoj Habsburško-Lotarinškoj kraljevskoj obitelji kao legitimnim pretendentima na ukinuto hrvatsko prijestolje.